# Chrysobothris californica
Chrysobothris californica är en skalbaggsart som beskrevs av Leconte 1860. Chrysobothris californica ingår i släktet Chrysobothris och familjen praktbaggar. Inga underarter finns listade i Catalogue of Life.